# Neopontonides brucei
Neopontonides brucei is een garnalensoort uit de familie van de Palaemonidae. De wetenschappelijke naam van de soort is voor het eerst geldig gepubliceerd in 2009 door Fransen & de Almeida.